# 2263 Shaanxi
2263 Shaanxi este un asteroid din centura principală, descoperit pe 30 octombrie 1978.